# 陳少梅

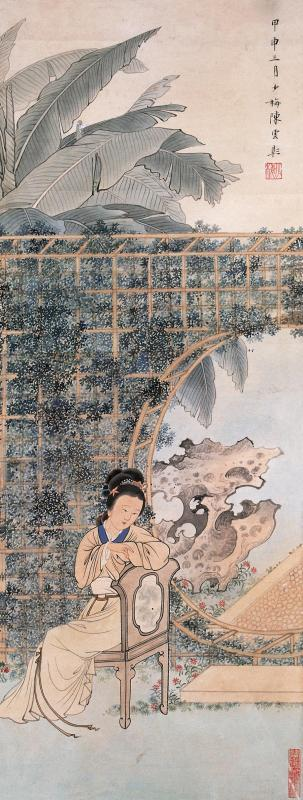
陳少梅仕女圖，甲申年三月

陳少梅（1909年—1954年9月9日），名雲彰，又名雲鶉，字少梅，号升湖，湖南衡山人，中國山水畫家。陈少梅是金北楼的学生，湖社成員，曾主持湖社天津分會。

## 生平
陳少梅的父親陳嘉言為光緒時進士，曾任翰林編修，工詩詞書畫。陳少梅于1909年4月9日己酉在福建漳州出生，為陳嘉言第五子，母舒瓊仙（1885年-1955）。1911年武昌起義，時任漳州知府陳嘉言掛印返湘，之後「賃宅而居，賣文鬻書，以易薪米，僅足自存」。1920年隨父進京，寓居位于宣武門外爛漫胡同的湖南會館。1923年拜金北楼為師，是金的得意弟子。金北樓自己就曾說：「我一生教授弟子甚多，他是最小的，卻是我最得意的。少梅超詣絕群，必以過我」。後來參加湖社畫會，初以摹古爲主，曾遍借北京收藏家名作臨摹，很快就嶄露頭角，21歲時作品在比利時國際博覽會獲銀獎。次年（1931年）3月10日開始主持湖社畫會天津分會工作。1935年7月6日至8日在天津法租界永安飯店二層舉行畫展。
1937年7月30日天津淪陷之後，他避居英租界倫敦道（今成都道）世界裡一號鬻畫授課爲生，湖社天津分會活動也被迫終止。1947年4月再度于永安飯店舉辦畫展，同年秋遷居北平和平門內西半壁街，不久移居香山。1951年將母親接至北京爛漫胡同湘鄉會館，自己則返津任天津美術工廠廠長，創辦了今天津美術學院的前身天津美術學園。1952年任中國美術家協會天津分會副主席。1953年陳少梅應葉淺予之邀前往北京，先後居於什剎海畔張伯駒宅、西海湖畔胡佩衡宅。次年9月9日上午到湘鄉會館探望母親，中午與來訪的王伯元見面。按其次子陳長智回憶：“下午，父親坐在桌邊一邊切月餅一邊與奶奶話家常，忽然頭部劇痛。奶奶見他面色不對，慌了。父親踉蹌著站起身，說了句『不要緊……』，便一頭栽倒在奶奶的床上。等母親趕回家請來大夫，父親的心臟已經停止了跳動”，死因是腦溢血。

## 家庭
妻子是画家冯忠莲。